# 世界HOTジャーナル
『世界HOTジャーナル』（せかいホットジャーナル）は、フジテレビ系列で放送されていた海外ニュース・情報番組である。全87回。

## 概要

### 第1シリーズ
フジテレビは2013年4月1日にスタートした『アゲるテレビ』が視聴率低迷で同年9月27日に終了かつフジテレビ系列平日午後のワイドショー枠を再廃止するのに伴い、本番組で土曜昼前の情報番組枠を再開させることを同年9月6日に発表。
初代総合司会には、同年3月まで『知りたがり!』（『アゲるテレビ』の前番組）で総合司会を務めていた伊藤利尋と『アゲるテレビ』から西尾由佳理を起用した。
スピンオフ番組『世界を騒がせた大事件ニュースの本人直撃SP』がゴールデンタイムで不定期に放送されている。
当初関東ローカルだったが、2014年10月4日より北海道文化放送が当日時差ネットを開始した。
関東地区における視聴率は、苦戦傾向にあった。
2015年3月28日を以って土曜放送を終了。これに伴い1年半振りに復活した土曜昼前の情報番組は再び途切れることとなり、関東地区における土曜10時台での生情報番組はTBSテレビ『王様のブランチ』のみとなる。

### 第2シリーズ
2015年4月10日より金曜19時台に枠移動・放送時間を拡大すると同時に、総合司会に東野幸治と番組にコメンテーターとして準レギュラー出演していた山里亮太（南海キャンディーズ）を新たに起用し、産休明けの西尾も総合司会として復帰。また、海外在住中および在住経験を持つ女性アナウンサーをリポーター「HOTジャーナリスト」に起用。一方、開始以来総合司会を担当してきた伊藤と、西尾の代役を務めていた松村未央は同年3月28日をもって降板した。ただし一部放送分は事前収録したうえで字幕放送も実施された。
視聴率低迷により9月をもって終了する予定と報じられたが、実際には『FIVBワールドカップバレーボール2015』中継や20時台の番組『ダウンタウンなう』拡大版などの特番による休止が続き、2015年8月7日の放送を最後に打ち切られる形となった。これに伴い、関西テレビや岡山放送など、金曜19時台にローカル編成を行っているフジテレビ系列局では初回のみの放送となった。

## 出演者

### 総合司会
土曜昼前時代
- 伊藤利尋（フジテレビアナウンサー、2013年10月12日 - 2015年3月28日）
- 西尾由佳理（フリーアナウンサー、2013年10月12日 - 2014年11月8日[9]）
- 松村未央（フジテレビアナウンサー、2014年11月15日 - 2015年3月28日[10]）

金曜ゴールデンタイム時代
- 東野幸治
- 山里亮太
- 西尾由佳理

### コメンテーター
- 木村太郎（ジャーナリスト、2013年10月12日 - ）

### HOTジャーナリスト
金曜ゴールデンタイム時代
- 阿部知代（当時フジテレビアナウンサー、FNNニューヨーク支局駐在）
- 大坪千夏（元・フジテレビアナウンサー）
- 馬場典子（元・日本テレビアナウンサー）
- 竹内香苗（元・TBSアナウンサー、当時アルゼンチン在住）
- 中野美奈子（元・フジテレビアナウンサー、当時シンガポール在住）
- 宮瀬茉祐子（元・フジテレビアナウンサー）

## ネット局と放送時間

### 土曜昼前時代
| 放送対象地域 | 放送局                | 系列           | 放送日時             | 脚注          |
| ------------ | --------------------- | -------------- | -------------------- | ------------- |
| 関東広域圏   | フジテレビ（CX）      | フジテレビ系列 | 土曜日 9:55 - 10:45  | 制作局        |
| 北海道       | 北海道文化放送（uhb） | フジテレビ系列 | 土曜日 12:00 - 12:50 | [ 11 ] [ 12 ] |

- 初回放送日の23:10 - 23:55には、フルネット局のみを対象とするフジテレビ系全国ネット特番『世界HOTジャーナル世界を騒がせた美しすぎる男と女の事件簿!本人直撃SP』も別途放送[13]。
- 2014年4月5日はFIFA U-17女子ワールドカップ決勝生中継のため11:00 - 11:40までの短縮放送。

### ゴールデン時代
- 金曜日19時台へ移行。枠移動後もローカルセールス枠のままである。
- 前番組『ゲーム&クイズバラエティ
ペケ×ポン』と同様に全編ローカルセールス枠のため、フジテレビ以外の通常時同時ネット局であっても、一部ネット局では週によっては自主編成を行う場合がある。その場合は土曜か日曜の昼間に振替放送したり、放送休止したりする。また、初回2時間スペシャルはフジテレビ系列金曜20時台がネットワークセールス枠となっていたため、テレビ宮崎を除く、通常放送が未放送または遅れネットの地域でも臨時に同時ネットで放送された。

| 放送対象地域   | 放送局                    | 系列                          | 放送日時           | 遅れ       | 脚注   |
| -------------- | ------------------------- | ----------------------------- | ------------------ | ---------- | ------ |
| 関東広域圏     | フジテレビ（CX）          | フジテレビ系列                | 金曜 19:00 - 19:57 | 制作局     | 制作局 |
| 北海道         | 北海道文化放送（uhb）     | フジテレビ系列                | 金曜 19:00 - 19:57 | 同時ネット |        |
| 岩手県         | 岩手めんこいテレビ（mit） | フジテレビ系列                | 金曜 19:00 - 19:57 | 同時ネット |        |
| 宮城県         | 仙台放送（OX）            | フジテレビ系列                | 金曜 19:00 - 19:57 | 同時ネット | [ 14 ] |
| 秋田県         | 秋田テレビ（AKT）         | フジテレビ系列                | 金曜 19:00 - 19:57 | 同時ネット |        |
| 山形県         | さくらんぼテレビ（SAY）   | フジテレビ系列                | 金曜 19:00 - 19:57 | 同時ネット |        |
| 福島県         | 福島テレビ（FTV）         | フジテレビ系列                | 金曜 19:00 - 19:57 | 同時ネット |        |
| 新潟県         | 新潟総合テレビ（NST）     | フジテレビ系列                | 金曜 19:00 - 19:57 | 同時ネット |        |
| 静岡県         | テレビ静岡（SUT）         | フジテレビ系列                | 金曜 19:00 - 19:57 | 同時ネット |        |
| 富山県         | 富山テレビ（BBT）         | フジテレビ系列                | 金曜 19:00 - 19:57 | 同時ネット | [ 15 ] |
| 石川県         | 石川テレビ（ITC）         | フジテレビ系列                | 金曜 19:00 - 19:57 | 同時ネット |        |
| 中京広域圏     | 東海テレビ（THK）         | フジテレビ系列                | 金曜 19:00 - 19:57 | 同時ネット |        |
| 島根県・鳥取県 | 山陰中央テレビ（TSK）     | フジテレビ系列                | 金曜 19:00 - 19:57 | 同時ネット |        |
| 広島県         | テレビ新広島（tss）       | フジテレビ系列                | 金曜 19:00 - 19:57 | 同時ネット |        |
| 愛媛県         | テレビ愛媛（EBC）         | フジテレビ系列                | 金曜 19:00 - 19:57 | 同時ネット |        |
| 高知県         | 高知さんさんテレビ（KSS） | フジテレビ系列                | 金曜 19:00 - 19:57 | 同時ネット |        |
| 佐賀県         | サガテレビ（sts）         | フジテレビ系列                | 金曜 19:00 - 19:57 | 同時ネット |        |
| 長崎県         | テレビ長崎（KTN）         | フジテレビ系列                | 金曜 19:00 - 19:57 | 同時ネット |        |
| 熊本県         | テレビ熊本（TKU）         | フジテレビ系列                | 金曜 19:00 - 19:57 | 同時ネット |        |
| 大分県         | テレビ大分（TOS）         | フジテレビ系列 日本テレビ系列 | 金曜 19:00 - 19:57 | 同時ネット |        |
| 鹿児島県       | 鹿児島テレビ（KTS）       | フジテレビ系列                | 金曜 19:00 - 19:57 | 同時ネット |        |
| 沖縄県         | 沖縄テレビ（OTV）         | フジテレビ系列                | 金曜 15:53 - 16:50 | 7日遅れ    | [ 16 ] |